# جيسيكا كارلسون
جيسيكا كارلسون (بالإنجليزية: Jessica Carlson)‏ هي ممثلة أمريكية، ولدت في 31 أغسطس 1993 في نيويورك في الولايات المتحدة.

## وصلات خارجية
- جيسيكا كارلسون على موقع IMDb (الإنجليزية)
- جيسيكا كارلسون على موقع ألو سيني (الفرنسية)
- جيسيكا كارلسون على موقع أول موفي (الإنجليزية)
- جيسيكا كارلسون على موقع قاعدة بيانات الفيلم (الإنجليزية)
- جيسيكا كارلسون على موقع كينوبويسك (الروسية)